# Dorpsbos

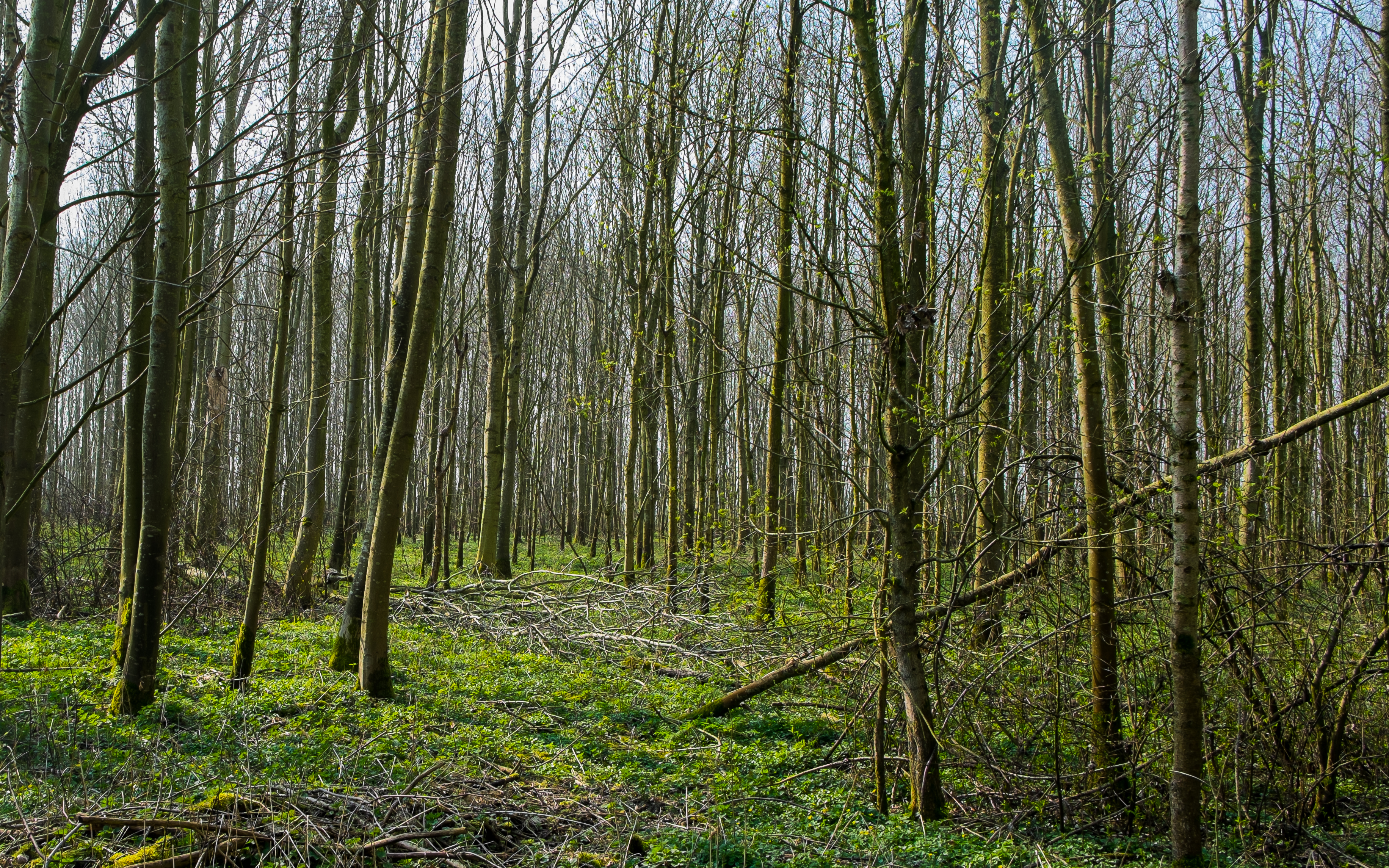
Stakenbos bij Leenstertillen

In Nederland is een dorpsbos(je) of ruilverkavelingsbos(je) een bosaanplant in een overhoek, vaak bij een dorp. Dergelijke bossen zijn meestal in de jaren 1970 en 1980 (onder andere in het kader van het Meerjarenplan Bosbouw) aangeplant in het kader van ruilverkavelingen op overgebleven stukjes grond die verder bij de ruilverkaveling geen functie hadden en dus "over" waren of nabij het dorp. 
Deze ruilverkavelingen zorgden voor een versobering van het landschap en de dorpsbossen konden gezien worden als een "compensatie" voor het landschappelijke verlies ten behoeve van de bewoners. In Flevoland werden ook dorpsbossen aangeplant bij de inrichting van de polders. Dorpsbossen variëren in grootte van 0,5 ha tot enkele tientallen hectaren. De meeste dorpsbossen zijn eigendom van Staatsbosbeheer.

## Inrichting
Dorpsbossen zijn meestal loofbossen. De beplanting van veel dorpsbossen bestaat vaak uit essen, aangevuld met andere bomen- en struikentaxa waaronder gladde iep, hazelaar, lijsterbes, meidoorn, populier, sleedoorn, vlier, wilg, zomereiken en zwarte els. Naast bosschages zijn er vaak ook vijvers, poelen, lanen, zomen en elzensingels, recreatieveldjes aangelegd. Dorpsbossen hebben doorgaans een functie als natuurgebied, recreatiegebied en als productiebos.
Dorpsbossen worden door recreatieve gebruikers vaak ervaren als weinig aantrekkelijk doordat de aanplant vaak eenzijdig is ('stakenbos') en het onderhoud in het verleden vaak tekortschoot. Ook wordt er soms illegaal puin en vuil gestort door bewoners. Sinds 2000 zijn verschillende initiatieven ontplooid om de dorpsbossen aantrekkelijker te maken voor mens en dier (bijvoorbeeld broedvogels, insecten en zoogdieren) en de bewoners meer bij het onderhoud van de bosjes te betrekken.
In 2013 wilde het kabinet-Rutte II dat Staatsbosbeheer een aantal natuurgebieden buiten de ecologische hoofdstructuur zou verkopen. Hieronder vielen ook veel dorpsbossen. Na een eerste veiling in juni 2013 werd de verkoop echter stopgezet vanwege de 'maatschappelijke onrust en discussie' die dit veroorzaakte.
In 2019 werden veel essen gekapt die waren aangetast door de essentakziekte. In sommige bossen moest meer dan de helft van alle bomen worden gekapt.